# Daniel Udsen
Daniel Udsen (2 settembre 1983) è un ex calciatore faroese, di ruolo centrocampista.

## Carriera
Il 3 settembre 2010 ha esordito con la nazionale faroese, nella partita di qualificazione agli Europei 2012 persa in casa per 3-0 contro la Serbia; è uscito al 46' per far posto a Christian Mouritsen.

## Palmarès

### Club

#### Competizioni nazionali
- Denmark Series: 1

Greve: 2005-2006
- Coppa delle Isole Fær Øer: 2

EB/Streymur: 2010, 2011